# Atratomorpha atrata
Atratomorpha atrata is een insect uit de orde Phasmatodea en de  familie Pseudophasmatidae. De wetenschappelijke naam van deze soort is voor het eerst geldig gepubliceerd in 1919 door Hebard.